# عصا الساحر

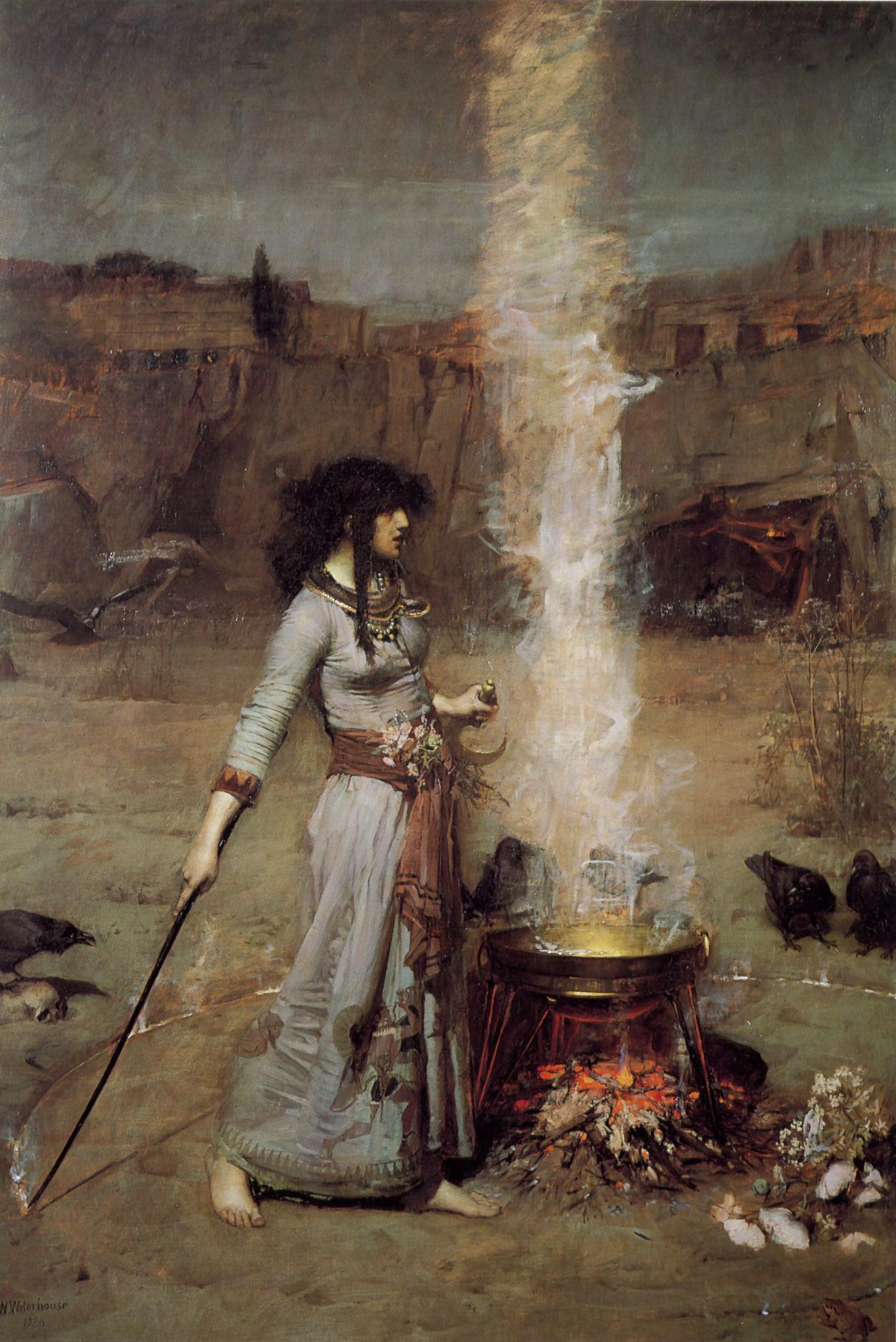
لوحه الدائرة السحرية لجون ويليام ووترهاوس (1886) تصور امرأة تستخدم عصا لخلق مساحة طقسية

عصا الساحر هي قضيب رفيع وخفيف الوزن يُمسك بيد واحدة
وهو مصنوع تقليديًا من الخشب أو مواد أخيرى مثل المعدن أو البلاستيك
غالبًا ما يتم تصميم الإشكال الطويلة من العصي مع زخرفة كبيرة بالجزء العلوي.
في العصر الحديث: ترتبط عصا الساحر عادةً بسحر المسرح

## تاريخيا
بشعوب ما قبل التاريخ كانت العصي تستخدم من قبل سيدة بافيلاند الحمراء في بريطانيا

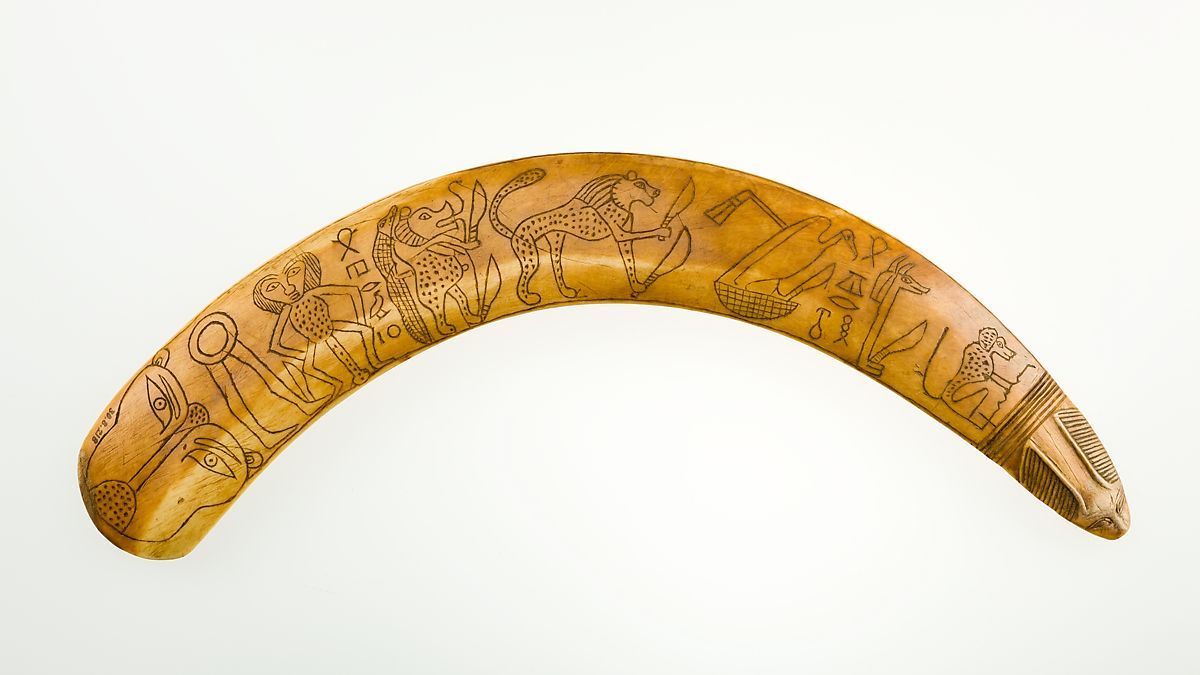
عصا مصرية قديمة منحوتة من ناب فرس النهر

بمملكة مصر الوسطى بدأ استخدام عصا أبوتروبيك المصُنوعه من أنياب أفراس النهر أثناء احتفالات الولادة لاستدعاء إيبت ربة الولادة وحامية القاصرات
ونظرًا للطبيعة المنحنية لناب فرس النهر فقد كانت العصي منحنية بنهاية مدببة واحدة (نقطة الناب) ونهاية حادة (حيث تمت إزالة الناب من فرس النهر)
وقد تم تزويدها بزخارف لأشكال أبوتروبايك ذات صلة مباشرة بالشمس منقوشة على الجانب العلوي المحدب لدرء قوى الشر
وقد استخدم رجال الدين الزرادشتية موغ البارسوم وهى عبارة عن حزمة من الأغصان التي كانت تستخدم خلال الاحتفالات الدينية لأغراض العرافة

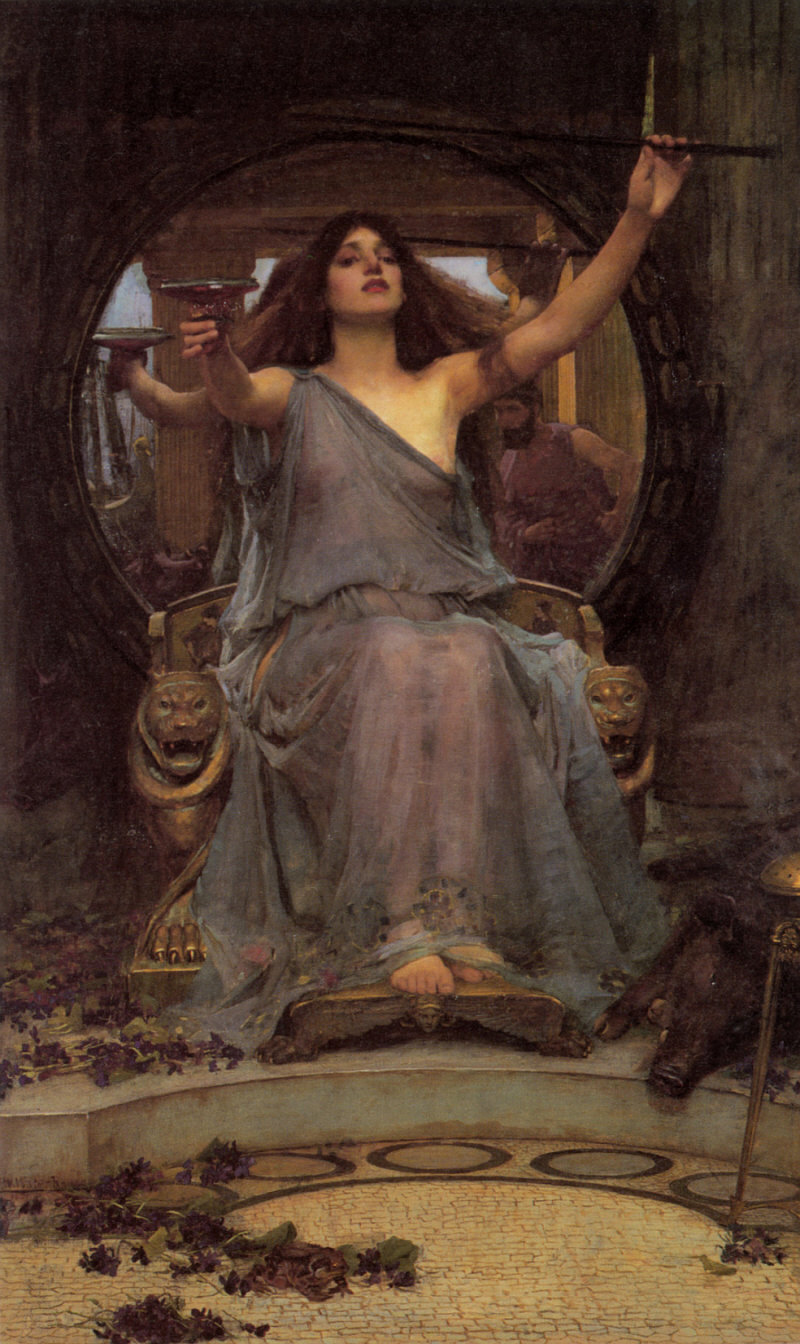
لوحة عام 1891 لجون ويليام ووترهاوس تظهر سيرس بعصاها السحرية

استخدم الكاتب اليوناني القديم هوميروس كلمة «رابدوس» للتعبير عن العصا الساحريه في قصائده الملحمية الإلياذة والأوديسة وقد كتب هومر أن العصا السحرية كانت تستخدم من قبل ثلاثة آلهة مختلفة، وهم هيرميس وأثينا وسيرس.
في الإلياذة: كتب هومر أن هيرميس استخدم بشكل عام عصاه السحرية كاديوس ليجعل الناس ينامون ويستيقظون وفي الأوديسة: كتب هومر أن أثينا استخدمت عصاها السحرية لتجعل أوديسيوس كهلا ثم شابًا مرة أخرى وأن سيرس استخدمت عصاها السحرية لتحويل رجال أوديسيوس إلى خنازير.

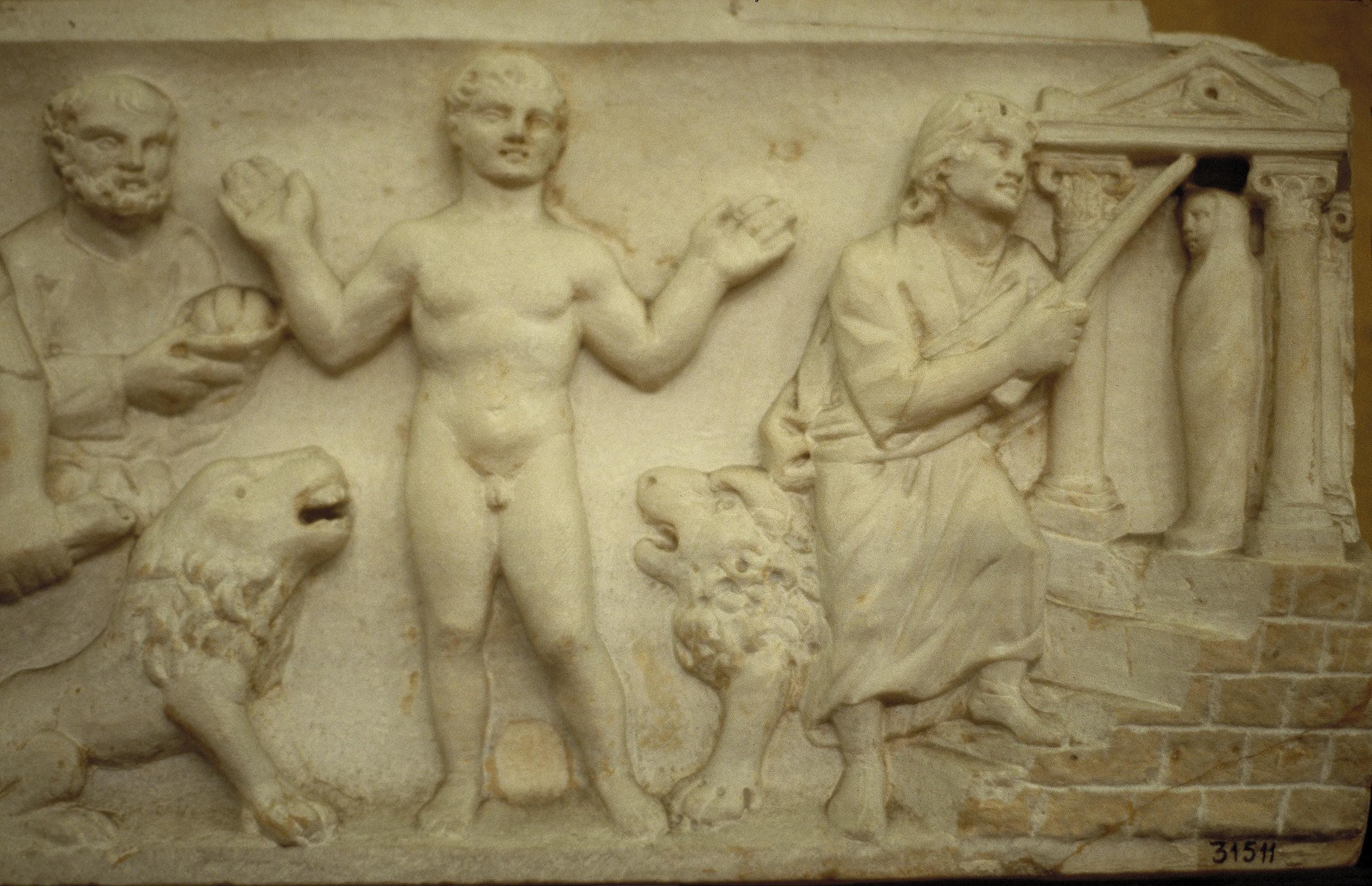
نقش التابوت: دانيال في جب الأسود وتربية لعازر

بحلول القرن الأول الميلادي: كانت العصا رمزًا شائعًا للسحر في الطوائف الرومانية وخاصة الميثراسم وايضا بالقرنين الثالث والرابع رسمت صور متكررة على توابيت للسيد المسيح باستخدام عصا سحرية لعمل المعجزات

## الاستخدام الصوفي والديني

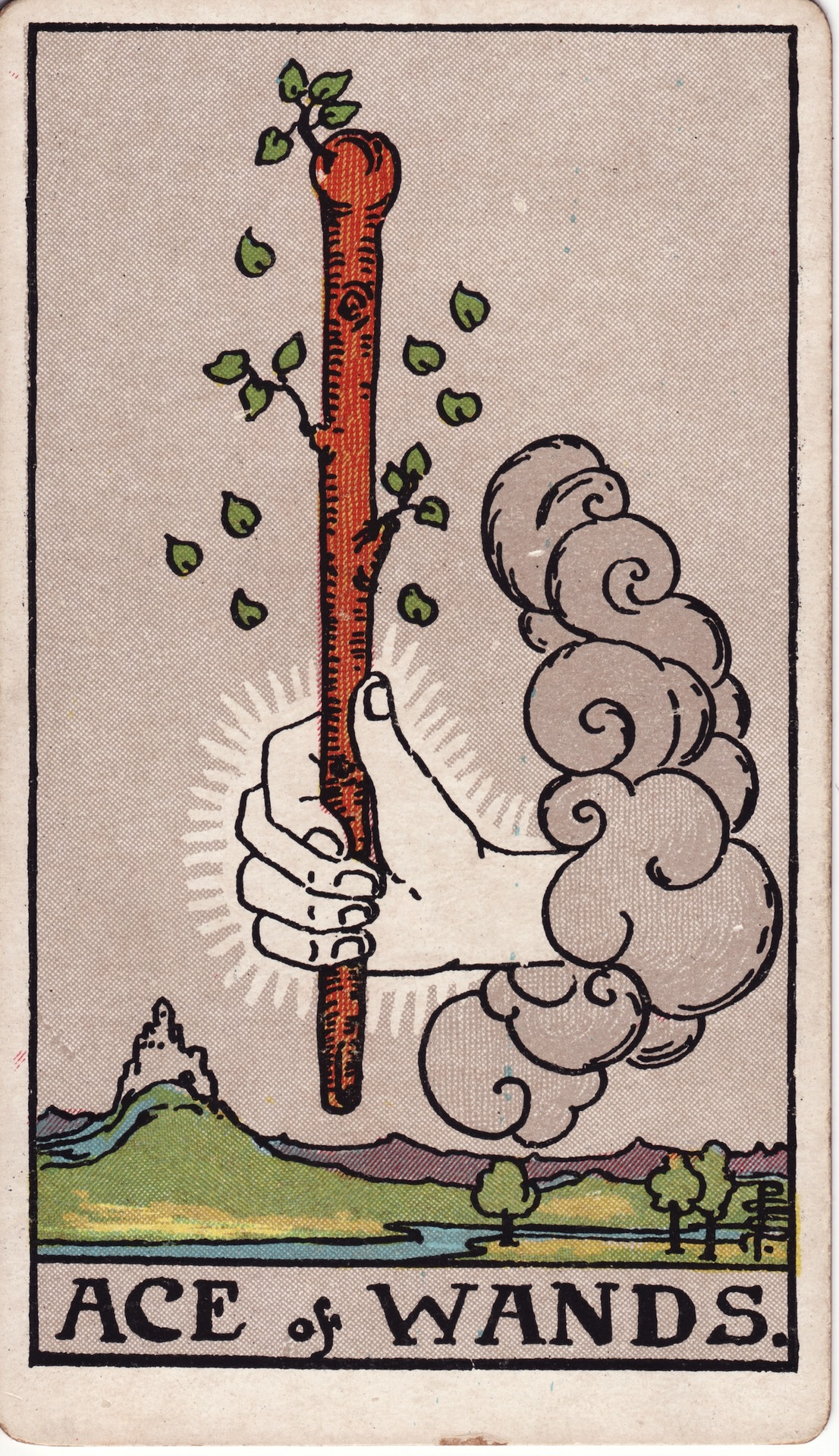
ايس الصولجانات من سطح التارو رايدر وايت

تُستخدم عصا الساحر في النظام المحكم للفجر الذهبي وثيليما ويكا من قبل الممارسين للسحر
تم إدخال العصا في السحر والتنجيم عبر كتاب أقسم هونوريوس.
عام 1888 تم نشر ترجمة إنجليزية لمفتاح سليمان بواسطة صموئيل ماذرز (أحد مؤسسي النظام المحكم للفجر الذهبي)، مما جعل نص مفتاح سليمان متاحًا للعالم الناطق بالإنجليزية وقد ألهمت تلك النسخة الإنجليزية جيرالد جاردنر «مبتكر الويكا» لدمج العصا والعديد من الأشياء الطقسية الأخرى في دينته الوثنيه
يستخدم السحر الاحتفالي للنظام المحكم للفجر الذهبي عدة أنواع مختلفة من العصا لأغراض مختلفة أبرزها عصا النار وعصا اللوتس.
في الويكا، تُستخدم عصا الساحر تقليديًا لاستدعاء الملائكة والجنس والتحكم فيها وتستخدم للدعوة أو التشجيع
تمثل العصا عادةً عنصر الهواء أو أحيانًا النار
تُصنع عصا الساحر تقليديًا من الخشب فعادةً ما يقوم الممارسون بتقليم غصن من خشب البلوط أو البندق أو أي شجرة أخرى ثم نحته وإضافة الزخارف لإضفاء الطابع الشخصي عليه

## رمزية العصا
في مراسم الحكومة البريطانية الرسمية، قد يحمل المسؤولون الخاصون عصا مكتب تمثل سلطتهم

## التاثير بالادب العالمى
قصصي القرن الثامن عشر «أليسون جروس» و «الدودة الليليّة وماكرل أوف ذا سي» يستخدم الأشرار العصي الفضية لتحويل ضحاياهم إلى حيوانات بمحاكاة للأوديسة التي سبقتهم.
في رواية سي إس لويس عام 1950 الأسد والساحرة وخزانة الملابس ، كان أكثر سلاح يخشى الساحرة البيضاء هو عصاها التي يمكن لسحرها تحويل الناس إلى حجر
في منتصف القرن العشرين في أربعة أفلام تم استخدام العصا السحرية بواسطة شخصيات خرافية
تلك الأفلام هي ساحر أوز (1939 ؛ إم جي إم؛ عصا العصا بواسطة غليندا الساحرة الطيبة من الشمال)، بينوكيو (1940 ؛ ديزني؛ عصا كانت ممسوكة من قبل «الجنية الزرقاء»)، سندريلا (1950 ؛ ديزني؛ العصا كانت تُمسك بها «العرابة الخيالية») والجميلة النائمة (1959 ؛ ديزني؛ العصا كانت ممسوكة من قبل كل من الجنيات الثلاث). في ساحر أوز وبينوكيو ، تم تزيين عصي الجنيات بزخرفة على شكل نجمة في النهاية، بينما في سندريلا والجمال النائم ، تمتلك الجنيات صولجانات بنصائح تقليدية بسيطة.
السحر الصولجانات ميزة عادة في أعمال الخيال الخيال كما موجة -casting الأدوات. يوجد عدد قليل من القواسم المشتركة الأخرى، لذلك تختلف قدرات الصولجانات بشكل كبير.
في سلسلة هاري بوتر من تأليف جي كي رولينج، العصا هي التي يختار صاحبها ويتم استخدامها كأسلحة في مبارزات سحرية

## استخدام غير سحري
- في الموسيقى تستخدم بواسطه قائد فرقة موسيقية
- في اللغة الأدبية كلمة «عصا» كأداة للعقاب البدني